# Sol Prom
Sol Prom, geboren als Solomon Fabricant (* 15. August 1906 in Brooklyn, New York; † 13. September 1989), war ein US-amerikanischer Fotograf und Wirtschaftswissenschaftler. Er war Mitglied der New Yorker Photo League. Die Photo League war eine Organisation von Fotografen in New York, die sich der Dokumentation des Lebens in den Arbeitervierteln widmete. Sie wurde 1936 gegründet und bot ihren Mitgliedern Schulungen, Ausstellungsräume und eine Plattform für den Austausch über soziale und kreative Themen. Die Photo League wurde 1951 aufgelöst, nachdem sie während der McCarthy-Ära auf die schwarze Liste des US-Justizministeriums gesetzt worden war. Die Photo League spielte eine wichtige Rolle bei der Entwicklung der sozialdokumentarischen Fotografie in den USA.

## Leben
Solomon Fabricant wuchs in Brooklyn auf und heiratete 1934 Bessie Blacksin. Während er in den 1930er Jahren an seiner Promotion in Wirtschaftswissenschaften an der Columbia University arbeitete, entwickelte er ein starkes Interesse an der Fotografie. Um seine Karriere als Wirtschaftswissenschaftler nicht zu gefährden, wählte er für seine fotografischen Arbeiten das Pseudonym Sol Prom. Solomon Fabricant begann seine berufliche Laufbahn als Forschungsassistent und stieg zum Forschungsdirektor des National Bureau of Economic Research auf, wo er Pionierarbeit auf dem Gebiet der Produktivitätsmessung leistete. Er war auch Professor für Wirtschaftswissenschaften an der New York University und diente in zahlreichen privaten und staatlichen Kommissionen und Ausschüssen.
Sol Prom trat 1936 der Photo League bei und war bis 1939 aktives Mitglied der von Aaron Siskind geleiteten Feature Group. In dieser Zeit arbeitete er an mehreren Projekten mit, darunter Park Avenue North and South, Dead End: The Bowery und Harlem Document. Letzteres war ein umfangreiches Projekt zur Dokumentation des Lebens in Harlem, das in verschiedenen Ausstellungen gezeigt wurde, unter anderem 1939 im Harlem YMCA und später in der New School for Social Research. Seine Fotografien aus dieser Zeit wurden in Magazinen wie Fortune, Look, U.S. Camera und Good Photography veröffentlicht. In den 1940er bis 1960er Jahren blieb Sol Prom ein engagierter Amateurfotograf, der seine Dunkelkammer zu Hause nutzte und sich hauptsächlich auf Familien- und Reisefotografie konzentrierte. Seine Arbeiten wurden in renommierten Institutionen wie der National Gallery of Canada, dem International Center of Photography in New York und dem Museum of Fine Arts in Houston ausgestellt. Außerdem sind seine Werke in den ständigen Sammlungen des Columbus Museum of Art und des Jewish Museum in New York vertreten.